# Campionatul Mondial de Handbal Feminin din 2005
Campionatul Mondial de Handbal Feminin din 2005, cea de-a 17-a ediție a Campionatul Mondial de Handbal Feminin organizat de Federația Internațională de Handbal, s-a desfășurat în Saint Petersburg, Rusia, între 5 și 18 decembrie 2005.

## Calificări
Următoarele națiuni au fost calificate:
| Grupa A       | Grupa B       | Grupa C          | Grupa D   |
| ------------- | ------------- | ---------------- | --------- |
| Japonia       | Norvegia      | Danemarca        | Franța    |
| Rusia         | Ungaria       | Polonia          | Ucraina   |
| Țările de Jos | Slovenia      | Austria          | România   |
| China         | Angola        | Brazilia         | Macedonia |
| Croația       | Coreea de Sud | Coasta de Fildeș | Argentina |
| Uruguay       | Australia     | Germania         | Camerun   |

## Grupele preliminare
|  | Echipele calificate în grupele principale |
|  | Echipele eliminate din competiție         |

### Grupa A
Meciurile s-au desfășurat în Palatul de Gheață din Sankt Petersburg.
| Echipa        | M | V | E | Î | GM  | GP  | G    | Pct |
| ------------- | - | - | - | - | --- | --- | ---- | --- |
| Rusia         | 5 | 5 | 0 | 0 | 176 | 110 | +66  | 10  |
| Țările de Jos | 5 | 4 | 0 | 1 | 145 | 123 | +22  | 8   |
| Croația       | 5 | 3 | 0 | 2 | 165 | 126 | +39  | 6   |
| China         | 5 | 2 | 0 | 3 | 154 | 146 | +8   | 4   |
| Japonia       | 5 | 1 | 0 | 4 | 152 | 155 | −3   | 2   |
| Uruguay       | 5 | 0 | 0 | 5 | 73  | 205 | −132 | 0   |

Programul de desfășurare de mai jos este conform UTC+3.
| 5 decembrie 16:00 | Țările de Jos    | 29 – 27 | Croația    | Palatul de Gheață, Sankt Petersburg Asistență: 500 Arbitri: Olesen, Pedersen |
| 5 decembrie 16:00 | van der Wissel 8 | (17-11) | Pasičnik 6 | Palatul de Gheață, Sankt Petersburg Asistență: 500 Arbitri: Olesen, Pedersen |
| 5 decembrie 16:00 | (Raport)         |         |            | Palatul de Gheață, Sankt Petersburg Asistență: 500 Arbitri: Olesen, Pedersen |

| 5 decembrie 19:00 | Rusia             | 43 – 16 | Uruguay   | Palatul de Gheață, Sankt Petersburg Asistență: 1.000 Arbitri: Horáček, Novotný |
| 5 decembrie 19:00 | Șipilova, Turei 7 | (25-8)  | Miranda 6 | Palatul de Gheață, Sankt Petersburg Asistență: 1.000 Arbitri: Horáček, Novotný |
| 5 decembrie 19:00 | (Raport)          |         |           | Palatul de Gheață, Sankt Petersburg Asistență: 1.000 Arbitri: Horáček, Novotný |

| 5 decembrie 21:00 | Japonia  | 27 – 33 | China | Palatul de Gheață, Sankt Petersburg Asistență: 300 Arbitri: Bord, Buy |
| 5 decembrie 21:00 | Tanaka 9 | (18-14) | Li 11 | Palatul de Gheață, Sankt Petersburg Asistență: 300 Arbitri: Bord, Buy |
| 5 decembrie 21:00 | (Raport) |         |       | Palatul de Gheață, Sankt Petersburg Asistență: 300 Arbitri: Bord, Buy |

| 6 decembrie 17:00 | Uruguay           | 8 – 29 | Țările de Jos | Palatul de Gheață, Sankt Petersburg Asistență: 250 Arbitri: Liudovik, Vakula |
| 6 decembrie 17:00 | Scavino, Castro 2 | (4-17) | Roelofsen 6   | Palatul de Gheață, Sankt Petersburg Asistență: 250 Arbitri: Liudovik, Vakula |
| 6 decembrie 17:00 | (Raport)          |        |               | Palatul de Gheață, Sankt Petersburg Asistență: 250 Arbitri: Liudovik, Vakula |

| 6 decembrie 19:00 | China          | 20 – 36 | Rusia        | Palatul de Gheață, Sankt Petersburg Asistență: 500 Arbitri: Olesen, Pedersen |
| 6 decembrie 19:00 | Wang, Li, Wu 4 | (9-16)  | Marenikova 7 | Palatul de Gheață, Sankt Petersburg Asistență: 500 Arbitri: Olesen, Pedersen |
| 6 decembrie 19:00 | (Raport)       |         |              | Palatul de Gheață, Sankt Petersburg Asistență: 500 Arbitri: Olesen, Pedersen |

| 6 decembrie 21:00 | Croația    | 31 – 30 | Japonia  | Palatul de Gheață, Sankt Petersburg Asistență: 200 Arbitri: Muro, Rodríguez |
| 6 decembrie 21:00 | Golubić 10 | (11-14) | Tanaka 8 | Palatul de Gheață, Sankt Petersburg Asistență: 200 Arbitri: Muro, Rodríguez |
| 6 decembrie 21:00 | (Raport)   |         |          | Palatul de Gheață, Sankt Petersburg Asistență: 200 Arbitri: Muro, Rodríguez |

| 7 decembrie 17:00 | Japonia                  | 44 – 22 | Uruguay  | Palatul de Gheață, Sankt Petersburg Asistență: 200 Arbitri: Līcis, Stoļarovs |
| 7 decembrie 17:00 | Tanaka, Sakugawa, Omae 6 | (24-10) | Castro 6 | Palatul de Gheață, Sankt Petersburg Asistență: 200 Arbitri: Līcis, Stoļarovs |
| 7 decembrie 17:00 | (Raport)                 |         |          | Palatul de Gheață, Sankt Petersburg Asistență: 200 Arbitri: Līcis, Stoļarovs |

| 7 decembrie 19:00 | Rusia      | 34 – 22 | Țările de Jos                     | Palatul de Gheață, Sankt Petersburg Asistență: 500 Arbitri: Gardinovački, Marić |
| 7 decembrie 19:00 | Bodnieva 8 | (16-10) | Mulder, Hilster, Burgers, Pusic 4 | Palatul de Gheață, Sankt Petersburg Asistență: 500 Arbitri: Gardinovački, Marić |
| 7 decembrie 19:00 | (Raport)   |         |                                   | Palatul de Gheață, Sankt Petersburg Asistență: 500 Arbitri: Gardinovački, Marić |

| 7 decembrie 21:00 | China    | 29 – 35 | Croația     | Palatul de Gheață, Sankt Petersburg Asistență: 200 Arbitri: Liudovik, Vakula |
| 7 decembrie 21:00 | Li 10    | (16-18) | Pasičnik 12 | Palatul de Gheață, Sankt Petersburg Asistență: 200 Arbitri: Liudovik, Vakula |
| 7 decembrie 21:00 | (Raport) |         |             | Palatul de Gheață, Sankt Petersburg Asistență: 200 Arbitri: Liudovik, Vakula |

| 9 decembrie 17:00 | Țările de Jos    | 35 – 27 | Japonia         | Palatul de Gheață, Sankt Petersburg Asistență: 200 Arbitri: Souza, Pereira |
| 9 decembrie 17:00 | van der Wissel 8 | (19-13) | Tanaka, Kinjo 5 | Palatul de Gheață, Sankt Petersburg Asistență: 200 Arbitri: Souza, Pereira |
| 9 decembrie 17:00 | (Raport)         |         |                 | Palatul de Gheață, Sankt Petersburg Asistență: 200 Arbitri: Souza, Pereira |

| 9 decembrie 19:00 | Rusia      | 29 – 28 | Croația    | Palatul de Gheață, Sankt Petersburg Asistență: 1.500 Arbitri: Bord, Buy |
| 9 decembrie 19:00 | Bodnieva 8 | (18-16) | Pasičnik 9 | Palatul de Gheață, Sankt Petersburg Asistență: 1.500 Arbitri: Bord, Buy |
| 9 decembrie 19:00 | (Raport)   |         |            | Palatul de Gheață, Sankt Petersburg Asistență: 1.500 Arbitri: Bord, Buy |

| 9 decembrie 21:00 | Uruguay                 | 18 – 45 | China  | Palatul de Gheață, Sankt Petersburg Asistență: 200 Arbitri: Doumbia, Gbela |
| 9 decembrie 21:00 | Sanción, Castro, Díaz 4 | (7-24)  | Wang 8 | Palatul de Gheață, Sankt Petersburg Asistență: 200 Arbitri: Doumbia, Gbela |
| 9 decembrie 21:00 | (Raport)                |         |        | Palatul de Gheață, Sankt Petersburg Asistență: 200 Arbitri: Doumbia, Gbela |

| 10 decembrie 17:00 | Țările de Jos | 30 – 27 | China | Palatul de Gheață, Sankt Petersburg Asistență: 300 Arbitri: Horáček, Novotný |
| 10 decembrie 17:00 | Hilster 7     | (14-16) | Li 10 | Palatul de Gheață, Sankt Petersburg Asistență: 300 Arbitri: Horáček, Novotný |
| 10 decembrie 17:00 | (Raport)      |         |       | Palatul de Gheață, Sankt Petersburg Asistență: 300 Arbitri: Horáček, Novotný |

| 10 decembrie 19:00 | Japonia  | 24 – 34 | Rusia      | Palatul de Gheață, Sankt Petersburg Asistență: 2.500 Arbitri: Karbas-Chi, Kohladouzan |
| 10 decembrie 19:00 | Kinjo 7  | (8-17)  | Polenova 8 | Palatul de Gheață, Sankt Petersburg Asistență: 2.500 Arbitri: Karbas-Chi, Kohladouzan |
| 10 decembrie 19:00 | (Raport) |         |            | Palatul de Gheață, Sankt Petersburg Asistență: 2.500 Arbitri: Karbas-Chi, Kohladouzan |

| 10 decembrie 21:00 | Croația  | 44 – 9 | Uruguay  | Palatul de Gheață, Sankt Petersburg Asistență: 400 Arbitri: Souza, Pereira |
| 10 decembrie 21:00 | Pensa 9  | (20-3) | Castro 4 | Palatul de Gheață, Sankt Petersburg Asistență: 400 Arbitri: Souza, Pereira |
| 10 decembrie 21:00 | (Raport) |        |          | Palatul de Gheață, Sankt Petersburg Asistență: 400 Arbitri: Souza, Pereira |

### Grupa B
Meciurile s-au desfășurat în Complexul Sportiv-Concertistic din Sankt Petersburg.
| Echipa        | M | V | E | Î | GM  | GP  | G    | Pct |
| ------------- | - | - | - | - | --- | --- | ---- | --- |
| Ungaria       | 5 | 4 | 1 | 0 | 180 | 113 | +67  | 9   |
| Coreea de Sud | 5 | 3 | 0 | 2 | 173 | 155 | +18  | 6   |
| Norvegia      | 5 | 3 | 0 | 2 | 155 | 112 | +43  | 6   |
| Slovenia      | 5 | 2 | 1 | 2 | 159 | 132 | +27  | 5   |
| Angola        | 5 | 2 | 0 | 3 | 167 | 140 | +27  | 4   |
| Australia     | 5 | 0 | 0 | 5 | 54  | 236 | −182 | 0   |

Programul de desfășurare de mai jos este conform UTC+3.
| 5 decembrie 17:00 | Ungaria     | 57 – 9 | Australia | Complexul Sportiv-Concertistic, Sankt Petersburg Asistență: 100 Arbitri: Doumbia, Gbela |
| 5 decembrie 17:00 | Kenyeres 13 | (27-5) | Roy 5     | Complexul Sportiv-Concertistic, Sankt Petersburg Asistență: 100 Arbitri: Doumbia, Gbela |
| 5 decembrie 17:00 | (Raport)    |        |           | Complexul Sportiv-Concertistic, Sankt Petersburg Asistență: 100 Arbitri: Doumbia, Gbela |

| 5 decembrie 19:00 | Slovenia     | 42 – 35 | Coreea de Sud | Complexul Sportiv-Concertistic, Sankt Petersburg Asistență: 100 Arbitri: Liudovik, Vakula |
| 5 decembrie 19:00 | Derepasko 12 | (20-18) | Kim, Huh 7    | Complexul Sportiv-Concertistic, Sankt Petersburg Asistență: 100 Arbitri: Liudovik, Vakula |
| 5 decembrie 19:00 | (Raport)     |         |               | Complexul Sportiv-Concertistic, Sankt Petersburg Asistență: 100 Arbitri: Liudovik, Vakula |

| 5 decembrie 21:10 | Norvegia          | 36 – 30 | Angola            | Complexul Sportiv-Concertistic, Sankt Petersburg Asistență: 100 Arbitri: Souza, Pereira |
| 5 decembrie 21:10 | Johansen, Rokne 8 | (19-16) | Bengue, Tavares 8 | Complexul Sportiv-Concertistic, Sankt Petersburg Asistență: 100 Arbitri: Souza, Pereira |
| 5 decembrie 21:10 | (Raport)          |         |                   | Complexul Sportiv-Concertistic, Sankt Petersburg Asistență: 100 Arbitri: Souza, Pereira |

| 6 decembrie 17:00 | Australia | 13 – 41 | Slovenia | Complexul Sportiv-Concertistic, Sankt Petersburg Asistență: 100 Arbitri: Souza, Pereira |
| 6 decembrie 17:00 | Roy 5     | (4-19)  | Hrnjič 8 | Complexul Sportiv-Concertistic, Sankt Petersburg Asistență: 100 Arbitri: Souza, Pereira |
| 6 decembrie 17:00 | (Raport)  |         |          | Complexul Sportiv-Concertistic, Sankt Petersburg Asistență: 100 Arbitri: Souza, Pereira |

| 6 decembrie 19:00 | Angola   | 30 – 34 | Ungaria   | Complexul Sportiv-Concertistic, Sankt Petersburg Asistență: 100 Arbitri: Gardinovački, Marić |
| 6 decembrie 19:00 | Kiala 10 | (17-14) | Görbicz 8 | Complexul Sportiv-Concertistic, Sankt Petersburg Asistență: 100 Arbitri: Gardinovački, Marić |
| 6 decembrie 19:00 | (Raport) |         |           | Complexul Sportiv-Concertistic, Sankt Petersburg Asistență: 100 Arbitri: Gardinovački, Marić |

| 6 decembrie 21:00 | Coreea de Sud | 30 – 25 | Norvegia          | Complexul Sportiv-Concertistic, Sankt Petersburg Asistență: 250 Arbitri: Bord, Buy |
| 6 decembrie 21:00 | Moon 7        | (11-13) | Rokne, Breivang 6 | Complexul Sportiv-Concertistic, Sankt Petersburg Asistență: 250 Arbitri: Bord, Buy |
| 6 decembrie 21:00 | (Raport)      |         |                   | Complexul Sportiv-Concertistic, Sankt Petersburg Asistență: 250 Arbitri: Bord, Buy |

| 7 decembrie 17:00 | Ungaria   | 27 – 27 | Slovenia          | Complexul Sportiv-Concertistic, Sankt Petersburg Asistență: 100 Arbitri: Olesen, Pedersen |
| 7 decembrie 17:00 | Görbicz 7 | (11-14) | Derepasko, Oder 7 | Complexul Sportiv-Concertistic, Sankt Petersburg Asistență: 100 Arbitri: Olesen, Pedersen |
| 7 decembrie 17:00 | (Raport)  |         |                   | Complexul Sportiv-Concertistic, Sankt Petersburg Asistență: 100 Arbitri: Olesen, Pedersen |

| 7 decembrie 19:00 | Angola   | 32 – 35 | Coreea de Sud | Complexul Sportiv-Concertistic, Sankt Petersburg Asistență: 100 Arbitri: Karbas-Chi, Kohladouzan |
| 7 decembrie 19:00 | Kiala 12 | (16-13) | Huh 11        | Complexul Sportiv-Concertistic, Sankt Petersburg Asistență: 100 Arbitri: Karbas-Chi, Kohladouzan |
| 7 decembrie 19:00 | (Raport) |         |               | Complexul Sportiv-Concertistic, Sankt Petersburg Asistență: 100 Arbitri: Karbas-Chi, Kohladouzan |

| 7 decembrie 21:10 | Norvegia    | 47 – 10 | Australia | Complexul Sportiv-Concertistic, Sankt Petersburg Asistență: 100 Arbitri: Liachovičius, Paškevičius |
| 7 decembrie 21:10 | Nøstvold 10 | (22-4)  | Roy 4     | Complexul Sportiv-Concertistic, Sankt Petersburg Asistență: 100 Arbitri: Liachovičius, Paškevičius |
| 7 decembrie 21:10 | (Raport)    |         |           | Complexul Sportiv-Concertistic, Sankt Petersburg Asistență: 100 Arbitri: Liachovičius, Paškevičius |

| 9 decembrie 17:00 | Australia             | 8 – 47 | Angola               | Complexul Sportiv-Concertistic, Sankt Petersburg Asistență: 100 Arbitri: Olesen, Pedersen |
| 9 decembrie 17:00 | Maher, Roy, Boulton 2 | (5-26) | Almeida, Fernandes 7 | Complexul Sportiv-Concertistic, Sankt Petersburg Asistență: 100 Arbitri: Olesen, Pedersen |
| 9 decembrie 17:00 | (Raport)              |        |                      | Complexul Sportiv-Concertistic, Sankt Petersburg Asistență: 100 Arbitri: Olesen, Pedersen |

| 9 decembrie 19:00 | Ungaria     | 42 – 29 | Coreea de Sud | Complexul Sportiv-Concertistic, Sankt Petersburg Asistență: 300 Arbitri: Hakansson, Nilsson |
| 9 decembrie 19:00 | Mehlmann 10 | (22-13) | Kim 6         | Complexul Sportiv-Concertistic, Sankt Petersburg Asistență: 300 Arbitri: Hakansson, Nilsson |
| 9 decembrie 19:00 | (Raport)    |         |               | Complexul Sportiv-Concertistic, Sankt Petersburg Asistență: 300 Arbitri: Hakansson, Nilsson |

| 9 decembrie 21:10 | Slovenia            | 22 – 29 | Norvegia        | Complexul Sportiv-Concertistic, Sankt Petersburg Asistență: 300 Arbitri: Muro, Rodríguez |
| 9 decembrie 21:10 | Derepasko, Freser 5 | (10-16) | Aamodt, Rokne 5 | Complexul Sportiv-Concertistic, Sankt Petersburg Asistență: 300 Arbitri: Muro, Rodríguez |
| 9 decembrie 21:10 | (Raport)            |         |                 | Complexul Sportiv-Concertistic, Sankt Petersburg Asistență: 300 Arbitri: Muro, Rodríguez |

| 10 decembrie 17:00 | Coreea de Sud   | 44 – 14 | Australia   | Complexul Sportiv-Concertistic, Sankt Petersburg Asistență: 100 Arbitri: Doumbia, Gbela |
| 10 decembrie 17:00 | Woo, Lee, Kim 6 | (21-7)  | Roy, Boyd 3 | Complexul Sportiv-Concertistic, Sankt Petersburg Asistență: 100 Arbitri: Doumbia, Gbela |
| 10 decembrie 17:00 | (Raport)        |         |             | Complexul Sportiv-Concertistic, Sankt Petersburg Asistență: 100 Arbitri: Doumbia, Gbela |

| 10 decembrie 19:00 | Slovenia    | 27 – 28 | Angola      | Complexul Sportiv-Concertistic, Sankt Petersburg Asistență: 200 Arbitri: Liachovičius, Paškevičius |
| 10 decembrie 19:00 | Derepasko 7 | (12-12) | Fernandes 6 | Complexul Sportiv-Concertistic, Sankt Petersburg Asistență: 200 Arbitri: Liachovičius, Paškevičius |
| 10 decembrie 19:00 | (Raport)    |         |             | Complexul Sportiv-Concertistic, Sankt Petersburg Asistență: 200 Arbitri: Liachovičius, Paškevičius |

| 10 decembrie 21:10 | Norvegia   | 18 – 20 | Ungaria   | Complexul Sportiv-Concertistic, Sankt Petersburg Asistență: 500 Arbitri: Liudovik, Vakula |
| 10 decembrie 21:10 | Johansen 4 | (9-6)   | Görbicz 7 | Complexul Sportiv-Concertistic, Sankt Petersburg Asistență: 500 Arbitri: Liudovik, Vakula |
| 10 decembrie 21:10 | (Raport)   |         |           | Complexul Sportiv-Concertistic, Sankt Petersburg Asistență: 500 Arbitri: Liudovik, Vakula |

### Grupa C
Meciurile s-au desfășurat în Palatul Sporturilor „Iubileinîi” din Sankt Petersburg, Sala I.
| Echipa           | M | V | E | Î | GM  | GP  | G   | Pct |
| ---------------- | - | - | - | - | --- | --- | --- | --- |
| Danemarca        | 5 | 4 | 0 | 1 | 168 | 139 | +29 | 8   |
| Germania         | 5 | 4 | 0 | 1 | 165 | 123 | +42 | 8   |
| Brazilia         | 5 | 3 | 0 | 2 | 146 | 149 | −3  | 6   |
| Austria          | 5 | 3 | 0 | 2 | 158 | 147 | +11 | 6   |
| Polonia          | 5 | 1 | 0 | 4 | 136 | 154 | −18 | 2   |
| Coasta de Fildeș | 5 | 0 | 0 | 5 | 118 | 179 | −61 | 0   |

Programul de desfășurare de mai jos este conform UTC+3.
| 5 decembrie 17:00 | Austria   | 32 – 21 | Coasta de Fildeș | Palatul Sporturilor „Iubileinîi”, Sankt Petersburg Asistență: 100 Arbitri: Līcis, Stoļarovs |
| 5 decembrie 17:00 | Logvin 12 | (18-7)  | Dosso, Koudou 5  | Palatul Sporturilor „Iubileinîi”, Sankt Petersburg Asistență: 100 Arbitri: Līcis, Stoļarovs |
| 5 decembrie 17:00 | (Raport)  |         |                  | Palatul Sporturilor „Iubileinîi”, Sankt Petersburg Asistență: 100 Arbitri: Līcis, Stoļarovs |

| 5 decembrie 19:00 | Polonia    | 21 – 33 | Germania | Palatul Sporturilor „Iubileinîi”, Sankt Petersburg Asistență: 400 Arbitri: Hansen, Pettersen |
| 5 decembrie 19:00 | Kowalska 6 | (12-16) | Krause 8 | Palatul Sporturilor „Iubileinîi”, Sankt Petersburg Asistență: 400 Arbitri: Hansen, Pettersen |
| 5 decembrie 19:00 | (Raport)   |         |          | Palatul Sporturilor „Iubileinîi”, Sankt Petersburg Asistență: 400 Arbitri: Hansen, Pettersen |

| 5 decembrie 21:00 | Danemarca | 31 – 22 | Brazilia               | Palatul Sporturilor „Iubileinîi”, Sankt Petersburg Asistență: 400 Arbitri: Liachovičius, Paškevičius |
| 5 decembrie 21:00 | Touray 7  | (12-13) | Mesquita, dos Santos 6 | Palatul Sporturilor „Iubileinîi”, Sankt Petersburg Asistență: 400 Arbitri: Liachovičius, Paškevičius |
| 5 decembrie 21:00 | (Raport)  |         |                        | Palatul Sporturilor „Iubileinîi”, Sankt Petersburg Asistență: 400 Arbitri: Liachovičius, Paškevičius |

| 6 decembrie 17:00 | Brazilia   | 34 – 31 | Polonia         | Palatul Sporturilor „Iubileinîi”, Sankt Petersburg Asistență: 300 Arbitri: Hakansson, Nilsson |
| 6 decembrie 17:00 | Mesquita 8 | (17-13) | Milot, Wlodek 6 | Palatul Sporturilor „Iubileinîi”, Sankt Petersburg Asistență: 300 Arbitri: Hakansson, Nilsson |
| 6 decembrie 17:00 | (Raport)   |         |                 | Palatul Sporturilor „Iubileinîi”, Sankt Petersburg Asistență: 300 Arbitri: Hakansson, Nilsson |

| 6 decembrie 19:00 | Germania | 34 – 27 | Austria   | Palatul Sporturilor „Iubileinîi”, Sankt Petersburg Asistență: 500 Arbitri: Poladenko, Cernega |
| 6 decembrie 19:00 | Jurack 8 | (17-14) | Logvin 10 | Palatul Sporturilor „Iubileinîi”, Sankt Petersburg Asistență: 500 Arbitri: Poladenko, Cernega |
| 6 decembrie 19:00 | (Raport) |         |           | Palatul Sporturilor „Iubileinîi”, Sankt Petersburg Asistență: 500 Arbitri: Poladenko, Cernega |

| 6 decembrie 21:00 | Coasta de Fildeș | 21 – 42 | Danemarca  | Palatul Sporturilor „Iubileinîi”, Sankt Petersburg Asistență: 400 Arbitri: Horáček, Novotný |
| 6 decembrie 21:00 | Mambo 8          | (9-22)  | Fruelund 7 | Palatul Sporturilor „Iubileinîi”, Sankt Petersburg Asistență: 400 Arbitri: Horáček, Novotný |
| 6 decembrie 21:00 | (Raport)         |         |            | Palatul Sporturilor „Iubileinîi”, Sankt Petersburg Asistență: 400 Arbitri: Horáček, Novotný |

| 7 decembrie 17:00 | Polonia          | 25 – 28 | Austria       | Palatul Sporturilor „Iubileinîi”, Sankt Petersburg Asistență: 200 Arbitri: Horáček, Novotný |
| 7 decembrie 17:00 | Kudłacz, Milot 5 | (14-13) | Rotiș Nagy 12 | Palatul Sporturilor „Iubileinîi”, Sankt Petersburg Asistență: 200 Arbitri: Horáček, Novotný |
| 7 decembrie 17:00 | (Raport)         |         |               | Palatul Sporturilor „Iubileinîi”, Sankt Petersburg Asistență: 200 Arbitri: Horáček, Novotný |

| 7 decembrie 19:00 | Brazilia | 34 – 26 | Coasta de Fildeș | Palatul Sporturilor „Iubileinîi”, Sankt Petersburg Asistență: 300 Arbitri: Hansen, Pettersen |
| 7 decembrie 19:00 | Jaques 6 | (17-14) | Mambo 10         | Palatul Sporturilor „Iubileinîi”, Sankt Petersburg Asistență: 300 Arbitri: Hansen, Pettersen |
| 7 decembrie 19:00 | (Raport) |         |                  | Palatul Sporturilor „Iubileinîi”, Sankt Petersburg Asistență: 300 Arbitri: Hansen, Pettersen |

| 7 decembrie 21:00 | Danemarca  | 27 – 26 | Germania | Palatul Sporturilor „Iubileinîi”, Sankt Petersburg Asistență: 600 Arbitri: Muro, Rodríguez |
| 7 decembrie 21:00 | Fruelund 7 | (12-14) | Krause 9 | Palatul Sporturilor „Iubileinîi”, Sankt Petersburg Asistență: 600 Arbitri: Muro, Rodríguez |
| 7 decembrie 21:00 | (Raport)   |         |          | Palatul Sporturilor „Iubileinîi”, Sankt Petersburg Asistență: 600 Arbitri: Muro, Rodríguez |

| 9 decembrie 17:00 | Polonia   | 31 – 26 | Coasta de Fildeș | Palatul Sporturilor „Iubileinîi”, Sankt Petersburg Asistență: 250 Arbitri: Liachovičius, Paškevičius |
| 9 decembrie 17:00 | Wlodek 10 | (13-17) | Mambo 8          | Palatul Sporturilor „Iubileinîi”, Sankt Petersburg Asistență: 250 Arbitri: Liachovičius, Paškevičius |
| 9 decembrie 17:00 | (Raport)  |         |                  | Palatul Sporturilor „Iubileinîi”, Sankt Petersburg Asistență: 250 Arbitri: Liachovičius, Paškevičius |

| 9 decembrie 19:00 | Germania       | 32 – 24 | Brazilia   | Palatul Sporturilor „Iubileinîi”, Sankt Petersburg Asistență: 400 Arbitri: Gardinovački, Marić |
| 9 decembrie 19:00 | Wörz, Krause 6 | (17-9)  | Mesquita 8 | Palatul Sporturilor „Iubileinîi”, Sankt Petersburg Asistență: 400 Arbitri: Gardinovački, Marić |
| 9 decembrie 19:00 | (Raport)       |         |            | Palatul Sporturilor „Iubileinîi”, Sankt Petersburg Asistență: 400 Arbitri: Gardinovački, Marić |

| 9 decembrie 21:00 | Austria   | 42 – 35 | Danemarca  | Palatul Sporturilor „Iubileinîi”, Sankt Petersburg Arbitri: Herczeg, Südi |
| 9 decembrie 21:00 | Logvin 15 | (23-17) | Hørlykke 6 | Palatul Sporturilor „Iubileinîi”, Sankt Petersburg Arbitri: Herczeg, Südi |
| 9 decembrie 21:00 | (Raport)  |         |            | Palatul Sporturilor „Iubileinîi”, Sankt Petersburg Arbitri: Herczeg, Südi |

| 10 decembrie 17:00 | Austria   | 29 – 32 | Brazilia        | Palatul Sporturilor „Iubileinîi”, Sankt Petersburg Asistență: 250 Arbitri: Muro, Rodríguez |
| 10 decembrie 17:00 | Logvin 15 | (16-13) | do Nascimento 9 | Palatul Sporturilor „Iubileinîi”, Sankt Petersburg Asistență: 250 Arbitri: Muro, Rodríguez |
| 10 decembrie 17:00 | (Raport)  |         |                 | Palatul Sporturilor „Iubileinîi”, Sankt Petersburg Asistență: 250 Arbitri: Muro, Rodríguez |

| 10 decembrie 19:00 | Coasta de Fildeș | 24 – 40 | Germania           | Palatul Sporturilor „Iubileinîi”, Sankt Petersburg Asistență: 350 Arbitri: Guseva, Vartanian |
| 10 decembrie 19:00 | Dosso, Mambo 5   | (10-19) | Neukamp, Althaus 7 | Palatul Sporturilor „Iubileinîi”, Sankt Petersburg Asistență: 350 Arbitri: Guseva, Vartanian |
| 10 decembrie 19:00 | (Raport)         |         |                    | Palatul Sporturilor „Iubileinîi”, Sankt Petersburg Asistență: 350 Arbitri: Guseva, Vartanian |

| 10 decembrie 21:00 | Danemarca   | 33 – 28 | Polonia  | Palatul Sporturilor „Iubileinîi”, Sankt Petersburg Asistență: 500 Arbitri: Poladenko, Cernega |
| 10 decembrie 21:00 | Mortensen 7 | (16-11) | Wlodek 7 | Palatul Sporturilor „Iubileinîi”, Sankt Petersburg Asistență: 500 Arbitri: Poladenko, Cernega |
| 10 decembrie 21:00 | (Raport)    |         |          | Palatul Sporturilor „Iubileinîi”, Sankt Petersburg Asistență: 500 Arbitri: Poladenko, Cernega |

### Grupa D
Meciurile s-au desfășurat în Palatul Sporturilor „Iubileinîi” din Sankt Petersburg, Sala II.
| Echipa    | M | V | E | Î | GM  | GP  | G   | Pct |
| --------- | - | - | - | - | --- | --- | --- | --- |
| România   | 5 | 5 | 0 | 0 | 168 | 109 | +59 | 10  |
| Ucraina   | 5 | 3 | 1 | 1 | 156 | 126 | +30 | 7   |
| Franța    | 5 | 3 | 0 | 2 | 144 | 110 | +34 | 6   |
| Macedonia | 5 | 2 | 1 | 2 | 149 | 122 | +27 | 5   |
| Argentina | 5 | 1 | 0 | 4 | 79  | 150 | −71 | 2   |
| Camerun   | 5 | 0 | 0 | 5 | 103 | 182 | −79 | 0   |

Programul de desfășurare de mai jos este conform UTC+3.
| 5 decembrie 16:30 | Ucraina   | 34 – 23 | Camerun    | Palatul Sporturilor „Iubileinîi”, Sankt Petersburg Asistență: 200 Arbitri: Karbas-Chi, Kohladouzan |
| 5 decembrie 16:30 | Reznir 10 | (18-10) | Bissono 10 | Palatul Sporturilor „Iubileinîi”, Sankt Petersburg Asistență: 200 Arbitri: Karbas-Chi, Kohladouzan |
| 5 decembrie 16:30 | (Raport)  |         |            | Palatul Sporturilor „Iubileinîi”, Sankt Petersburg Asistență: 200 Arbitri: Karbas-Chi, Kohladouzan |

| 5 decembrie 18:30 | România         | 31 – 15 | Argentina         | Palatul Sporturilor „Iubileinîi”, Sankt Petersburg Asistență: 250 Arbitri: Poladenko, Cernega |
| 5 decembrie 18:30 | Ardean-Elisei 7 | (17-7)  | Acosta, Decilio 4 | Palatul Sporturilor „Iubileinîi”, Sankt Petersburg Asistență: 250 Arbitri: Poladenko, Cernega |
| 5 decembrie 18:30 | (Raport)        |         |                   | Palatul Sporturilor „Iubileinîi”, Sankt Petersburg Asistență: 250 Arbitri: Poladenko, Cernega |

| 5 decembrie 20:30 | Franța    | 25 – 22 | Macedonia    | Palatul Sporturilor „Iubileinîi”, Sankt Petersburg Asistență: 250 Arbitri: Herczeg, Südi |
| 5 decembrie 20:30 | Spincer 8 | (9-13)  | Radulović 10 | Palatul Sporturilor „Iubileinîi”, Sankt Petersburg Asistență: 250 Arbitri: Herczeg, Südi |
| 5 decembrie 20:30 | (Raport)  |         |              | Palatul Sporturilor „Iubileinîi”, Sankt Petersburg Asistență: 250 Arbitri: Herczeg, Südi |

| 6 decembrie 16:30 | Camerun         | 19 – 50 | România          | Palatul Sporturilor „Iubileinîi”, Sankt Petersburg Asistență: 250 Arbitri: Līcis, Stoļarovs |
| 6 decembrie 16:30 | Lemnwie, Mbah 4 | (8-26)  | Gâlcă, Gogîrlă 7 | Palatul Sporturilor „Iubileinîi”, Sankt Petersburg Asistență: 250 Arbitri: Līcis, Stoļarovs |
| 6 decembrie 16:30 | (Raport)        |         |                  | Palatul Sporturilor „Iubileinîi”, Sankt Petersburg Asistență: 250 Arbitri: Līcis, Stoļarovs |

| 6 decembrie 18:30 | Macedonia                                           | 29 – 29 | Ucraina    | Palatul Sporturilor „Iubileinîi”, Sankt Petersburg Asistență: 250 Arbitri: Hansen, Pettersen |
| 6 decembrie 18:30 | Bujanova, Boeva, Radulović, Todorovska, Portjanko 5 | (12-17) | Borodina 7 | Palatul Sporturilor „Iubileinîi”, Sankt Petersburg Asistență: 250 Arbitri: Hansen, Pettersen |
| 6 decembrie 18:30 | (Raport)                                            |         |            | Palatul Sporturilor „Iubileinîi”, Sankt Petersburg Asistență: 250 Arbitri: Hansen, Pettersen |

| 6 decembrie 20:30 | Argentina     | 11 – 33 | Franța    | Palatul Sporturilor „Iubileinîi”, Sankt Petersburg Asistență: 250 Arbitri: Doumbia, Gbela |
| 6 decembrie 20:30 | Sanguinetti 3 | (4-13)  | Spincer 7 | Palatul Sporturilor „Iubileinîi”, Sankt Petersburg Asistență: 250 Arbitri: Doumbia, Gbela |
| 6 decembrie 20:30 | (Raport)      |         |           | Palatul Sporturilor „Iubileinîi”, Sankt Petersburg Asistență: 250 Arbitri: Doumbia, Gbela |

| 7 decembrie 16:30 | Ucraina           | 27 – 30 | România         | Palatul Sporturilor „Iubileinîi”, Sankt Petersburg Asistență: 300 Arbitri: Herczeg, Südi |
| 7 decembrie 16:30 | Borodina, Șuțka 6 | (10-17) | Luca, Gogîrlă 7 | Palatul Sporturilor „Iubileinîi”, Sankt Petersburg Asistență: 300 Arbitri: Herczeg, Südi |
| 7 decembrie 16:30 | (Raport)          |         |                 | Palatul Sporturilor „Iubileinîi”, Sankt Petersburg Asistență: 300 Arbitri: Herczeg, Südi |

| 7 decembrie 18:30 | Macedonia | 32 – 15 | Argentina | Palatul Sporturilor „Iubileinîi”, Sankt Petersburg Asistență: 300 Arbitri: Hakansson, Nilsson |
| 7 decembrie 18:30 | Boeva 13  | (16-9)  | Decilio 6 | Palatul Sporturilor „Iubileinîi”, Sankt Petersburg Asistență: 300 Arbitri: Hakansson, Nilsson |
| 7 decembrie 18:30 | (Raport)  |         |           | Palatul Sporturilor „Iubileinîi”, Sankt Petersburg Asistență: 300 Arbitri: Hakansson, Nilsson |

| 7 decembrie 20:30 | Franța   | 33 – 17 | Camerun                  | Palatul Sporturilor „Iubileinîi”, Sankt Petersburg Asistență: 150 Arbitri: Poladenko, Cernega |
| 7 decembrie 20:30 | Kamto 7  | (14-9)  | Lemnwie, Mbah, Bissono 3 | Palatul Sporturilor „Iubileinîi”, Sankt Petersburg Asistență: 150 Arbitri: Poladenko, Cernega |
| 7 decembrie 20:30 | (Raport) |         |                          | Palatul Sporturilor „Iubileinîi”, Sankt Petersburg Asistență: 150 Arbitri: Poladenko, Cernega |

| 9 decembrie 16:30 | Camerun         | 24 – 44 | Macedonia     | Palatul Sporturilor „Iubileinîi”, Sankt Petersburg Asistență: 200 Arbitri: Horáček, Novotný |
| 9 decembrie 16:30 | Ndeh, Kouakam 5 | (9-22)  | Todorovska 21 | Palatul Sporturilor „Iubileinîi”, Sankt Petersburg Asistență: 200 Arbitri: Horáček, Novotný |
| 9 decembrie 16:30 | (Raport)        |         |               | Palatul Sporturilor „Iubileinîi”, Sankt Petersburg Asistență: 200 Arbitri: Horáček, Novotný |

| 9 decembrie 18:30 | Ucraina           | 34 – 17 | Argentina | Palatul Sporturilor „Iubileinîi”, Sankt Petersburg Asistență: 100 Arbitri: Karbas-Chi, Kohladouzan |
| 9 decembrie 18:30 | Liapina, Reznir 5 | (15-11) | Decilio 4 | Palatul Sporturilor „Iubileinîi”, Sankt Petersburg Asistență: 100 Arbitri: Karbas-Chi, Kohladouzan |
| 9 decembrie 18:30 | (Raport)          |         |           | Palatul Sporturilor „Iubileinîi”, Sankt Petersburg Asistență: 100 Arbitri: Karbas-Chi, Kohladouzan |

| 9 decembrie 20:30 | România    | 28 – 26 | Franța      | Palatul Sporturilor „Iubileinîi”, Sankt Petersburg Asistență: 150 Arbitri: Hansen, Pettersen |
| 9 decembrie 20:30 | Vărzaru 10 | (16-11) | Herbrecht 6 | Palatul Sporturilor „Iubileinîi”, Sankt Petersburg Asistență: 150 Arbitri: Hansen, Pettersen |
| 9 decembrie 20:30 | (Raport)   |         |             | Palatul Sporturilor „Iubileinîi”, Sankt Petersburg Asistență: 150 Arbitri: Hansen, Pettersen |

| 10 decembrie 16:30 | Argentina | 21 – 20 | Camerun   | Palatul Sporturilor „Iubileinîi”, Sankt Petersburg Asistență: 150 Arbitri: Gardinovački, Marić |
| 10 decembrie 16:30 | Ferrea 4  | (10-10) | Bissono 5 | Palatul Sporturilor „Iubileinîi”, Sankt Petersburg Asistență: 150 Arbitri: Gardinovački, Marić |
| 10 decembrie 16:30 | (Raport)  |         |           | Palatul Sporturilor „Iubileinîi”, Sankt Petersburg Asistență: 150 Arbitri: Gardinovački, Marić |

| 10 decembrie 18:30 | România   | 29 – 22 | Macedonia             | Palatul Sporturilor „Iubileinîi”, Sankt Petersburg Asistență: 300 Arbitri: Līcis, Stoļarovs |
| 10 decembrie 18:30 | Vărzaru 7 | (18-8)  | Bujanova, Portjanko 6 | Palatul Sporturilor „Iubileinîi”, Sankt Petersburg Asistență: 300 Arbitri: Līcis, Stoļarovs |
| 10 decembrie 18:30 | (Raport)  |         |                       | Palatul Sporturilor „Iubileinîi”, Sankt Petersburg Asistență: 300 Arbitri: Līcis, Stoļarovs |

| 10 decembrie 20:30 | Franța     | 27 – 32 | Ucraina   | Palatul Sporturilor „Iubileinîi”, Sankt Petersburg Asistență: 300 Arbitri: Hakansson, Nilsson |
| 10 decembrie 20:30 | Spincer 13 | (14-14) | Reznir 11 | Palatul Sporturilor „Iubileinîi”, Sankt Petersburg Asistență: 300 Arbitri: Hakansson, Nilsson |
| 10 decembrie 20:30 | (Raport)   |         |           | Palatul Sporturilor „Iubileinîi”, Sankt Petersburg Asistență: 300 Arbitri: Hakansson, Nilsson |

## Grupele principale
Primele două echipe din fiecare grupă au avansat în semifinale. Echipele plasate pe locurile trei și patru din fiecare grupă au concurat în meciurile de plasament pentru locurile 5-6, respectiv 7-8.
|  | Echipele calificate în semifinale                  |
|  | Echipele care concurează în meciurile de plasament |
|  | Echipele eliminate din competiție                  |

### Grupa I
| Echipa        | M | V | E | Î | GM  | GP  | G   | Pct |
| ------------- | - | - | - | - | --- | --- | --- | --- |
| Rusia         | 5 | 5 | 0 | 0 | 156 | 132 | +24 | 10  |
| Ungaria       | 5 | 4 | 0 | 1 | 159 | 138 | +21 | 8   |
| Țările de Jos | 5 | 2 | 1 | 2 | 140 | 154 | −14 | 5   |
| Coreea de Sud | 5 | 2 | 0 | 3 | 150 | 162 | −12 | 4   |
| Norvegia      | 5 | 1 | 1 | 3 | 132 | 131 | +1  | 3   |
| Croația       | 5 | 0 | 0 | 5 | 140 | 160 | −20 | 0   |

Programul de desfășurare de mai jos este conform UTC+3.
| 12 decembrie 17:00 | Croația            | 26 – 27 | Ungaria | Palatul de Gheață, Sankt Petersburg Asistență: 300 Arbitri: Olesen, Pedersen |
| 12 decembrie 17:00 | Tatari, Pasičnik 6 | (13-16) | Tóth 8  | Palatul de Gheață, Sankt Petersburg Asistență: 300 Arbitri: Olesen, Pedersen |
| 12 decembrie 17:00 | (Raport)           |         |         | Palatul de Gheață, Sankt Petersburg Asistență: 300 Arbitri: Olesen, Pedersen |

| 12 decembrie 19:00 | Rusia      | 32 – 27 | Coreea de Sud | Palatul de Gheață, Sankt Petersburg Asistență: 1.500 Arbitri: Liudovik, Vakula |
| 12 decembrie 19:00 | Bliznova 7 | (17-13) | Song 6        | Palatul de Gheață, Sankt Petersburg Asistență: 1.500 Arbitri: Liudovik, Vakula |
| 12 decembrie 19:00 | (Raport)   |         |               | Palatul de Gheață, Sankt Petersburg Asistență: 1.500 Arbitri: Liudovik, Vakula |

| 12 decembrie 21:10 | Țările de Jos            | 30 – 30 | Norvegia | Palatul de Gheață, Sankt Petersburg Asistență: 1.000 Arbitri: Gardinovački, Marić |
| 12 decembrie 21:10 | Lamein, van der Wissel 6 | (16-12) | Lunde 11 | Palatul de Gheață, Sankt Petersburg Asistență: 1.000 Arbitri: Gardinovački, Marić |
| 12 decembrie 21:10 | (Raport)                 |         |          | Palatul de Gheață, Sankt Petersburg Asistență: 1.000 Arbitri: Gardinovački, Marić |

| 13 decembrie 17:00 | Coreea de Sud | 38 – 34 | Croația           | Palatul de Gheață, Sankt Petersburg Asistență: 300 Arbitri: Souza, Pereira |
| 13 decembrie 17:00 | Huh 12        | (20-19) | Pušić, Pasičnik 7 | Palatul de Gheață, Sankt Petersburg Asistență: 300 Arbitri: Souza, Pereira |
| 13 decembrie 17:00 | (Raport)      |         |                   | Palatul de Gheață, Sankt Petersburg Asistență: 300 Arbitri: Souza, Pereira |

| 13 decembrie 19:00 | Ungaria             | 37 – 30 | Țările de Jos            | Palatul de Gheață, Sankt Petersburg Asistență: 800 Arbitri: Liudovik, Vakula |
| 13 decembrie 19:00 | Mehlmann, Görbicz 7 | (21-16) | Mulder, van der Wissel 6 | Palatul de Gheață, Sankt Petersburg Asistență: 800 Arbitri: Liudovik, Vakula |
| 13 decembrie 19:00 | (Raport)            |         |                          | Palatul de Gheață, Sankt Petersburg Asistență: 800 Arbitri: Liudovik, Vakula |

| 13 decembrie 21:10 | Norvegia | 22 – 26 | Rusia      | Palatul de Gheață, Sankt Petersburg Asistență: 2.500 Arbitri: Bord, Buy |
| 13 decembrie 21:10 | Rokne 6  | (11-12) | Bliznova 6 | Palatul de Gheață, Sankt Petersburg Asistență: 2.500 Arbitri: Bord, Buy |
| 13 decembrie 21:10 | (Raport) |         |            | Palatul de Gheață, Sankt Petersburg Asistență: 2.500 Arbitri: Bord, Buy |

| 15 decembrie 17:00 | Țările de Jos   | 29 – 26 | Coreea de Sud | Palatul de Gheață, Sankt Petersburg Asistență: 800 Arbitri: Olesen, Pedersen |
| 15 decembrie 17:00 | Lamein, Pusic 5 | (16-14) | Choi 6        | Palatul de Gheață, Sankt Petersburg Asistență: 800 Arbitri: Olesen, Pedersen |
| 15 decembrie 17:00 | (Raport)        |         |               | Palatul de Gheață, Sankt Petersburg Asistență: 800 Arbitri: Olesen, Pedersen |

| 15 decembrie 19:00 | Rusia       | 35 – 33 | Ungaria     | Palatul de Gheață, Sankt Petersburg Asistență: 3.500 Arbitri: Hansen, Pettersen |
| 15 decembrie 19:00 | Polenova 11 | (15-17) | Kovacsicz 9 | Palatul de Gheață, Sankt Petersburg Asistență: 3.500 Arbitri: Hansen, Pettersen |
| 15 decembrie 19:00 | (Raport)    |         |             | Palatul de Gheață, Sankt Petersburg Asistență: 3.500 Arbitri: Hansen, Pettersen |

| 15 decembrie 21:10 | Croația             | 25 – 37 | Norvegia | Palatul de Gheață, Sankt Petersburg Asistență: 1.000 Arbitri: Herczeg, Südi |
| 15 decembrie 21:10 | Golubić, Pasičnik 6 | (12-18) | Rokne 9  | Palatul de Gheață, Sankt Petersburg Asistență: 1.000 Arbitri: Herczeg, Südi |
| 15 decembrie 21:10 | (Raport)            |         |          | Palatul de Gheață, Sankt Petersburg Asistență: 1.000 Arbitri: Herczeg, Südi |

### Grupa a II-a
| Echipa    | M | V | E | Î | GM  | GP  | G   | Pct |
| --------- | - | - | - | - | --- | --- | --- | --- |
| România   | 5 | 5 | 0 | 0 | 163 | 141 | +22 | 10  |
| Danemarca | 5 | 3 | 1 | 1 | 137 | 128 | +9  | 7   |
| Germania  | 5 | 3 | 0 | 2 | 145 | 140 | +5  | 6   |
| Brazilia  | 5 | 2 | 0 | 3 | 147 | 153 | −6  | 4   |
| Ucraina   | 5 | 1 | 1 | 3 | 145 | 147 | −2  | 3   |
| Franța    | 5 | 0 | 0 | 5 | 121 | 149 | −28 | 0   |

Programul de desfășurare de mai jos este conform UTC+3.
| 12 decembrie 17:00 | Germania | 32 – 26 | Franța      | Complexul Sportiv-Concertistic, Sankt Petersburg Asistență: 200 Arbitri: Hansen, Pettersen |
| 12 decembrie 17:00 | Krause 8 | (18-13) | Herbrecht 7 | Complexul Sportiv-Concertistic, Sankt Petersburg Asistență: 200 Arbitri: Hansen, Pettersen |
| 12 decembrie 17:00 | (Raport) |         |             | Complexul Sportiv-Concertistic, Sankt Petersburg Asistență: 200 Arbitri: Hansen, Pettersen |

| 12 decembrie 19:00 | Brazilia                 | 33 – 35 | România    | Complexul Sportiv-Concertistic, Sankt Petersburg Asistență: 250 Arbitri: Poladenko, Cernega |
| 12 decembrie 19:00 | Piedade, do Nascimento 6 | (15-17) | Gogîrlă 11 | Complexul Sportiv-Concertistic, Sankt Petersburg Asistență: 250 Arbitri: Poladenko, Cernega |
| 12 decembrie 19:00 | (Raport)                 |         |            | Complexul Sportiv-Concertistic, Sankt Petersburg Asistență: 250 Arbitri: Poladenko, Cernega |

| 12 decembrie 21:00 | Danemarca  | 28 – 28 | Ucraina    | Complexul Sportiv-Concertistic, Sankt Petersburg Asistență: 250 Arbitri: Herczeg, Südi |
| 12 decembrie 21:00 | Fruelund 8 | (13-17) | Borodina 9 | Complexul Sportiv-Concertistic, Sankt Petersburg Asistență: 250 Arbitri: Herczeg, Südi |
| 12 decembrie 21:00 | (Raport)   |         |            | Complexul Sportiv-Concertistic, Sankt Petersburg Asistență: 250 Arbitri: Herczeg, Südi |

| 13 decembrie 17:00 | România          | 37 – 26 | Germania       | Complexul Sportiv-Concertistic, Sankt Petersburg Asistență: 200 Arbitri: Hakansson, Nilsson |
| 13 decembrie 17:00 | Ardean-Elisei 12 | (20-14) | Jurack, Wörz 6 | Complexul Sportiv-Concertistic, Sankt Petersburg Asistență: 200 Arbitri: Hakansson, Nilsson |
| 13 decembrie 17:00 | (Raport)         |         |                | Complexul Sportiv-Concertistic, Sankt Petersburg Asistență: 200 Arbitri: Hakansson, Nilsson |

| 13 decembrie 19:00 | Ucraina   | 32 – 33 | Brazilia   | Complexul Sportiv-Concertistic, Sankt Petersburg Asistență: 250 Arbitri: Hansen, Pettersen |
| 13 decembrie 19:00 | Reznir 12 | (16-17) | Mesquita 8 | Complexul Sportiv-Concertistic, Sankt Petersburg Asistență: 250 Arbitri: Hansen, Pettersen |
| 13 decembrie 19:00 | (Raport)  |         |            | Complexul Sportiv-Concertistic, Sankt Petersburg Asistență: 250 Arbitri: Hansen, Pettersen |

| 13 decembrie 21:00 | Franța             | 19 – 22 | Danemarca  | Complexul Sportiv-Concertistic, Sankt Petersburg Asistență: 350 Arbitri: Poladenko, Cernega |
| 13 decembrie 21:00 | Kamto, Herbrecht 4 | (10-11) | Fruelund 6 | Complexul Sportiv-Concertistic, Sankt Petersburg Asistență: 350 Arbitri: Poladenko, Cernega |
| 13 decembrie 21:00 | (Raport)           |         |            | Complexul Sportiv-Concertistic, Sankt Petersburg Asistență: 350 Arbitri: Poladenko, Cernega |

| 15 decembrie 17:00 | Brazilia   | 35 – 23 | Franța    | Complexul Sportiv-Concertistic, Sankt Petersburg Asistență: 300 Arbitri: Hakansson, Nilsson |
| 15 decembrie 17:00 | da Silva 8 | (19-14) | Spincer 5 | Complexul Sportiv-Concertistic, Sankt Petersburg Asistență: 300 Arbitri: Hakansson, Nilsson |
| 15 decembrie 17:00 | (Raport)   |         |           | Complexul Sportiv-Concertistic, Sankt Petersburg Asistență: 300 Arbitri: Hakansson, Nilsson |

| 15 decembrie 19:00 | Germania | 29 – 26 | Ucraina    | Complexul Sportiv-Concertistic, Sankt Petersburg Asistență: 400 Arbitri: Bord, Buy |
| 15 decembrie 19:00 | Jurack 7 | (16-15) | Radcenko 7 | Complexul Sportiv-Concertistic, Sankt Petersburg Asistență: 400 Arbitri: Bord, Buy |
| 15 decembrie 19:00 | (Raport) |         |            | Complexul Sportiv-Concertistic, Sankt Petersburg Asistență: 400 Arbitri: Bord, Buy |

| 15 decembrie 21:00 | Danemarca | 29 – 33 | România         | Complexul Sportiv-Concertistic, Sankt Petersburg Asistență: 500 Arbitri: Gardinovački, Marić |
| 15 decembrie 21:00 | Sjøberg 6 | (13-16) | Ardean-Elisei 8 | Complexul Sportiv-Concertistic, Sankt Petersburg Asistență: 500 Arbitri: Gardinovački, Marić |
| 15 decembrie 21:00 | (Raport)  |         |                 | Complexul Sportiv-Concertistic, Sankt Petersburg Asistență: 500 Arbitri: Gardinovački, Marić |

## Fazele eliminatorii
|  | Semifinalele         | Semifinalele         |    |                      | Finala               | Finala |  |
|  |                      |                      |    |                      |                      |        |  |
|  | 17 decembrie - 18:00 |                      |    |                      |                      |        |  |
|  | Rusia                | 31                   |    |                      |                      |        |  |
|  | Danemarca            | 24                   |    |                      |                      |        |  |
|  |                      |                      |    |                      |                      |        |  |
|  |                      |                      |    |                      | 18 decembrie - 17:00 |        |  |
|  |                      |                      |    |                      | Rusia                | 28     |  |
|  |                      | România              | 23 |                      |                      |        |  |
|  |                      |                      |    |                      |                      |        |  |
|  |                      |                      |    |                      |                      |        |  |
|  |                      |                      |    |                      | Locurile 3-4         |        |  |
|  | 17 decembrie - 15:30 | 17 decembrie - 15:30 |    | 18 decembrie - 14:30 | 18 decembrie - 14:30 |        |  |
|  | România              | 26                   |    | Danemarca            | 24                   |        |  |
|  | Ungaria              | 24                   |    |                      | Ungaria              | 27     |  |

### Meciurile de plasament
Locurile 7-8
| 17 decembrie 13:00 | Coreea de Sud | 28 – 29 | Brazilia         | Palatul de Gheață, Sankt Petersburg Asistență: 300 Arbitri: Hansen, Pettersen |
| 17 decembrie 13:00 | Huh 7         | (14-15) | do Nascimento 10 | Palatul de Gheață, Sankt Petersburg Asistență: 300 Arbitri: Hansen, Pettersen |
| 17 decembrie 13:00 | (Raport)      |         |                  | Palatul de Gheață, Sankt Petersburg Asistență: 300 Arbitri: Hansen, Pettersen |

Locurile 5-6
| 18 decembrie 12:00 | Țările de Jos | 28 – 26 | Germania | Palatul de Gheață, Sankt Petersburg Asistență: 1.000 Arbitri: Gardinovački, Marić |
| 18 decembrie 12:00 | Lamein 7      | (17-12) | Jurack 9 | Palatul de Gheață, Sankt Petersburg Asistență: 1.000 Arbitri: Gardinovački, Marić |
| 18 decembrie 12:00 | (Raport)      |         |          | Palatul de Gheață, Sankt Petersburg Asistență: 1.000 Arbitri: Gardinovački, Marić |

### Semifinalele
| 17 decembrie 15:30 | România                       | 26 – 24 | Ungaria    | Palatul de Gheață, Sankt Petersburg Asistență: 4.000 Arbitri: Hakansson, Nilsson |
| 17 decembrie 15:30 | Gatzel, Luca, Ardean-Elisei 4 | (15-14) | Mehlmann 6 | Palatul de Gheață, Sankt Petersburg Asistență: 4.000 Arbitri: Hakansson, Nilsson |
| 17 decembrie 15:30 | (Raport)                      |         |            | Palatul de Gheață, Sankt Petersburg Asistență: 4.000 Arbitri: Hakansson, Nilsson |

| 17 decembrie 18:00 | Rusia          | 31 – 24 | Danemarca  | Palatul de Gheață, Sankt Petersburg Asistență: 7.000 Arbitri: Liudovik, Vakula |
| 17 decembrie 18:00 | Poltorațkaia 7 | (16-9)  | Hørlykke 5 | Palatul de Gheață, Sankt Petersburg Asistență: 7.000 Arbitri: Liudovik, Vakula |
| 17 decembrie 18:00 | (Raport)       |         |            | Palatul de Gheață, Sankt Petersburg Asistență: 7.000 Arbitri: Liudovik, Vakula |

### Locurile 3-4
| 18 decembrie 14:30 | Danemarca  | 24 – 27 | Ungaria   | Palatul de Gheață, Sankt Petersburg Asistență: 4.500 Arbitri: Poladenko, Cernega |
| 18 decembrie 14:30 | Fruelund 7 | (15-14) | Görbicz 7 | Palatul de Gheață, Sankt Petersburg Asistență: 4.500 Arbitri: Poladenko, Cernega |
| 18 decembrie 14:30 | (Raport)   |         |           | Palatul de Gheață, Sankt Petersburg Asistență: 4.500 Arbitri: Poladenko, Cernega |

### Finala
| 18 decembrie 17:00 | Rusia      | 28 – 23 | România         | Palatul de Gheață, Sankt Petersburg Asistență: 10.500 Arbitri: Bord, Buy |
| 18 decembrie 17:00 | Postnova 7 | (17-12) | Ardean-Elisei 7 | Palatul de Gheață, Sankt Petersburg Asistență: 10.500 Arbitri: Bord, Buy |
| 18 decembrie 17:00 | (Raport)   |         |                 | Palatul de Gheață, Sankt Petersburg Asistență: 10.500 Arbitri: Bord, Buy |

## Clasament final
|    | Rusia            |
|    | România          |
|    | Ungaria          |
| 4  | Danemarca        |
| 5  | Țările de Jos    |
| 6  | Germania         |
| 7  | Brazilia         |
| 8  | Coreea de Sud    |
| 9  | Norvegia         |
| 10 | Ucraina          |
| 11 | Croația          |
| 12 | Franța           |
| 13 | Austria          |
| 14 | Slovenia         |
| 15 | Macedonia        |
| 16 | Angola           |
| 17 | China            |
| 18 | Japonia          |
| 19 | Polonia          |
| 20 | Argentina        |
| 21 | Coasta de Fildeș |
| 22 | Camerun          |
| 23 | Uruguay          |
| 24 | Australia        |

Echipa campioanei mondiale
Tatiana Alizar, Polina Veahireva, Oksana Romenskaia, Liudmila Postnova, Anna Kareeva, Liudmila Bodnieva, Iana Uskova, Elena Polenova, Emilia Turei, Elena Sergheeva, Natalia Șipilova, Maria Sidorova, Ekaterina Marennikova, Irina Bliznova, Anna Kurepta, Irina Poltorațkaia
Antrenor: Evgheni Trefilov

## Top marcatoare
| Campionatul Mondial de Handbal Feminin din 2005 - Top 10 marcatoare | Campionatul Mondial de Handbal Feminin din 2005 - Top 10 marcatoare | Campionatul Mondial de Handbal Feminin din 2005 - Top 10 marcatoare |
| ------------------------------------------------------------------- | ------------------------------------------------------------------- | ------------------------------------------------------------------- |
| 1                                                                   | Nadine Krause, Germania                                             | 60 (15 de la 7 m)                                                   |
| 1                                                                   | Tatjana Logvin, Austria                                             | 60 (21 de la 7 m)                                                   |
| 3                                                                   | Anita Görbicz, Ungaria                                              | 56 (18 de la 7 m)                                                   |
| 4                                                                   | Grit Jurack, Germania                                               | 55 (10 de la 7 m)                                                   |
| 5                                                                   | Katrine Fruelund, Danemarca                                         | 54 (24 de la 7 m)                                                   |
| 6                                                                   | Idalina Mesquita, Brazilia                                          | 53 (6 de la 7 m)                                                    |
| 6                                                                   | Woo Sun Hee, Coreea de Sud                                          | 53                                                                  |
| 8                                                                   | Svetlana Pasičnik, Croația                                          | 52 (23 de la 7 m)                                                   |
| 8                                                                   | Olena Reznir, Ucraina                                               | 52 (34 de la 7 m)                                                   |
| 10                                                                  | Valentina Ardean-Elisei, România                                    | 51 (2 de la 7 m)                                                    |

## All star team
- Portar: Luminița Dinu, România
- Extremă stânga: Valentina Ardean-Elisei, România
- Inter stânga: Pearl van der Wissel, Olanda
- Coordonator: Anita Görbicz, Ungaria
- Inter dreapta: Grit Jurack, Germania
- Extremă dreapta: Woo Sun Hee, Coreea de Sud
- Pivot: Liudmila Bodnieva, Rusia